# イノサイト
イノサイトは、ハーバード・ビジネス・スクール教授クレイトン・クリステンセン（Clayton M. Christensen）およびマーク・ジョンソン(Mark W. Johnson)により2000年に設立された経営コンサルティングファームである。

## 企業情報
イノサイトの手法は『イノベーションのジレンマ』などにクリステンセンが紹介した理論を中核としている。破壊的イノベーションの前では偉大な企業ほど脆いという考えを基に、企業の持続的な成長をもたらすイノベーションを興すためのアプローチを説く。成長市場の発見、事業戦略の開発、イノベーションケーパビリティ開発、ビジネスモデルの設計、顧客洞察、アイデア評価、プロトタイピング、事業計画などを手掛ける。
本社はアメリカ合衆国マサチューセッツ州ボストン郊外のレキシントンにあるが、マネージングディレクターであるスコット・アンソニー(Scott D. Anthony)はシンガポールを拠点にしている。欧州にはスイスローザンヌに拠点を持つ。
日本国内の拠点として、2013年よりINDEE Japanが国内提携パートナーとしてサービスを展開しており、破壊的イノベーションの啓蒙やイノベーションマネジメントを展開している。
他アジアでは、インドのバンガロールでCachet Innovation & Transformationがイノサイトと提携し、サービスを展開している。